# Bat SARS-like coronavirus RsSHC014
Il Bat SARS-like coronavirus RsSHC014, o SHC014-CoV è una variante di virus del ceppo virale SARS-like Coronavirus (SL-COV; dall'inglese "simile al SARS-CoV"), della specie Betacoronavirus pandemicum, facente parte del genere Betacoronavirus (famiglia Coronaviridae), un virus che infetta i pipistrelli ferro di cavallo, scoperto per la prima volta in Cina nel 2013.

## Esperimenti di laboratorio
Nel 2015, l'Università della Carolina del Nord a Chapel Hill e l'Istituto di virologia di Wuhan hanno condotto ricerche che dimostrano che il virus potrebbe essere predisposto per infettare cellule HeLa umane, attraverso l'uso della genetica inversa, creando un virus chimerico costituito dalle proteine di superficie del SHC014 e il capside di un SARS-CoV.
Ci sono speculazioni e teorie della cospirazione secondo cui SARS-CoV-2 sarebbe stato creato in quel laboratorio: mentre, ad esempio, nel caso della SARS, i genomi del virus infettante l'uomo e di quello dell'ospite intermedio (la civetta delle palme mascherata), corrispondono al 99,8%, con sole 202 variazioni di singolo nucleotide (SNV), il SHC014-CoV del pipistrello differisce per oltre 5.000 nucleotidi dal SARS-CoV-2, con differenze geniche significative.